# جان فابر
جان فابر (بالهولندية: Jan Fabre )‏ (و. 1958  م) هو رسام، ونحات، ومصمم رقص، وسينوغراف، ومخرج مسرحي، وممثل، ومؤلف، ومصمم أزياء، ومصمم إضاءة، ومبدع بلجيكي، ولد في أنتويرب، شارك في معرض دوكومنتا التاسع ‏.

## التعليم
تعلم في الأكاديمية الملكية للفنون الجميلة ‏.

## جوائز
حصل على جوائز منها:
- جائزة المنافسة العامة  [لغات أخرى]‏ (1946)
- قائد الفنون والآداب

## روابط خارجية
- جان فابر على موقع IMDb (الإنجليزية)
- جان فابر على موقع مونزينجر (الألمانية)
- جان فابر على موقع ميوزك برينز (الإنجليزية)
- جان فابر على موقع ديسكوغز (الإنجليزية)